# Daryush Shayegan
Daryush Shayegan, (en persa: داریوش شایگان‎; Teherán, 2 de febrero de 1935-Ib., 22 de marzo de 2018) fue un filósofo, escritor y teórico cultural iraní, considerado uno de los más prominentes pensadores y filósofos comparativos de Irán.

## Biografía
Shayegan estudió en la Universidad de la Sorbona en París. Fue profesor de sánscrito y religiones de la India en la Universidad de Teherán.
Escribió una novela en francés, Tierra de espejismo, que ganó el premio ADELF y que fue otorgado por la Asociación de Autores franceses el 26 de diciembre de 2004. De acuerdo con el diario persa Aftab, Shayegan es muy conocido en Francia por sus libros en el campo de la filosofía y el misticismo.
Shayegan, que estudió con Henry Corbin en París, tiene también muchos trabajos pioneros sobre misticismo persa y poesía mística. Fue director fundador del Centro Iraní para el Estudio de las Civilizaciones. En 1977, Shayegan inició un simposio internacional sobre el "diálogo entre civilizaciones", un concepto que ha sido selectivamente apropiado para el antiguo presidente iraní Mohammad Khatami. En 2009 Shayegan recibió el premio inaugural Global Dialogue, un premio internacional por los "logros sobresalientes en la promoción y aplicación de la investigación del valor intercultural", en reconocimiento a su concepción dialógica de la subjetividad cultural (para una declaración del comité del premio y una presentación académica (incluyendo una bibliografía bastante completa) de la contribución de Shayegan al diálogo intercultural, véase la página web de este premio).
Falleció el 22 de marzo luego de sufrir un accidente cerebrovascular.

## Obra
Obras principales de D. Shayegan:
- Hindouisme et Soufisme, une lecture du «Confluent des Deux Océans», Éditions de la Différence, Paris 1979, 2nd edition, Albin Michel, Paris
- Qu’est-ce qu’une révolution religieuse? Presses d’aujourd’hui, Paris 1982, deuxième édition, Bibliothèque Albin Michel des idées, Paris, 1991.
- Le regard mutilé, Schizophrénie culturelle: pays traditionnels face à la modernité, Albin English Translation: Cultural Schizophrenia, Islamic Societies Confronting the West, Translated from the French by John Howe, Saqi books, London 1992. Also published by Syracuse University Press, 1997.
- Henry Corbin, La topographie spirituelle de l’Islam iranien, Éditions de la Différence, Paris, 1990
- Les illusions de l’identité, Éditions du Félin, Paris, 1992. (Hay edición en español de dos de los artículos que componen este libro: Climas de presencia: Cinco poetas persas, Vaso Roto Ediciones, Madrid-Monterrey, 2017)
- Sous les ciels du monde, Entretiens avec Ramin Jahanbegloo, Éditions du Félin, 1992
- Au-delà du miroir, Diversité culturelle et unité des valeurs, Editions de l’Aube, 2004
- La lumière vient de l’Occident, Le réenchantement du monde et la pensée nomade, L’aube, essai. Paris, 2001, troisième édition, 2005, quatriéme édition, essai poche, 2008
- Terre de mirages, avec la collaboration de Maryam Askari, La collection Regards croisés, Éditions de l’Aube, Paris, 2004

Obras sobre Shayegan:
- Mehrzad Borujerdi: Iranian Intellectuals and the West, Syracuse University Press, 1996
- Afsaneh Gächter, Daryush Shayegan, interkulturell gelesen, Interkulturelle Bibliothek, Traugott Bautz, Nordhausen 2005